# Nat Scammacca
Nat Scammacca (Brooklyn, 20 luglio 1924 – Trapani, 22 ottobre 2005) è stato un poeta, saggista e traduttore italiano.

## Biografia
È considerato uno dei principali scrittori siculo-americani della seconda metà del Novecento. Di origini siciliane, si laureò presso la Long Island University e la New York University in Lettere e Filosofia e in Pedagogia. 
Insieme al fratello gemello Saverio, prese parte alla seconda guerra mondiale come tenente pilota dell'aviazione statunitense, conseguendo la "Distinguished Flying Cross" e la "Bronze Star" per meriti militari.Nel 1948 finiti obblighi militari ritornò nella Sicilia, terra che aveva dato alle sue origini, e conobbe la cugina Ninì Di Giorgio, si inscrisse alla facoltà per stranieri dell'Università di Perugia, andò in cerca delle origini visitando la cittadina di Altavilla Milicia, dove viveva la sorella del padre. Nel 1949 sposò la cugina Ninì, e ritornò in America nel 1950 con la moglie che durante la traversata partorì la prima figlia Arleen. Dopo due anni ritornò in Sicilia con la famiglia, si stabilì a Trapani per un breve periodo. Nel 1957 nacque la seconda figlia Glenn e nel 1960 fece ancora un viaggio verso New York, dove oltre ad insegnare frequentò alcuni esponenti della Beat Geration[Jack Kerouac, Allen Ginsberg]. Nel 1963 ritornò in Sicilia dove incominciò l'attività culturale, insegnando e scrivendo i suoi libri. Dopo avere soggiornato per lunghi periodi in vari Paesi europei, nel 1965 si stabilì in Italia, insegnando Lingua inglese al British College di Palermo. Poi si trasferì a Trapani, la città della moglie, Nina Di Giorgio.
È stato uno dei fondatori e dei principali esponenti del movimento artistico e culturale underground siciliano “L’Antigruppo” nato in antitesi al “Gruppo 63” e che si diffuse e operò per oltre un ventennio in tutta la Sicilia, annoverando tra i suoi membri molte decine di poeti, narratori, pittori, grafici, tra cui: Santo Calì, Nicolò D'Alessandro, Gianni Diecidue, Carmelo Pirrera, Rolando Certa, Ignazio Apolloni, Antonino Contiliano, Crescenzio Cane, Pietro Terminelli, Enzo Bonventre e molti altri. Questo movimento letterario si caratterizzava per le sue manifestazioni di piazza, i recitals, l'uso della stampa col ciclostile, la “polemica” tra i propri stessi membri e, soprattutto, il rifiuto dell'establishment editoriale e culturale del Nord Italia.
Fu vicino alle posizioni libertarie della Beat Generation, nonché traduttore e amico di uno dei suoi esponenti, Lawrence Ferlinghetti. Fu anche amico di Cesare Zavattini.
Curò con grande passione la “terza pagina” del settimanale locale "Trapani Nuova" dal 1967 al 1991, intessendo relazioni culturali con scrittori e artisti statunitensi, nordeuropei, cinesi e di varie altre parti del mondo, che trovavano ospitalità sul periodico siciliano. Fu anche tra i fondatori di varie riviste («Anti», «Antigruppo Palermo», «Impegno 70», «Impegno 80») e della Cooperativa Editrice Antigruppo.
Fu anche tra i sostenitori della tesi di Samuel Butler sull'origine siciliana dell'Odissea e, in quest'ottica, tradusse un testo di L.G. Pocock (The Sicilian origin of the Odissey), contribuendo a riaprire tale questione sulla stampa nazionale e internazionale.

Si adoperò anche per la diffusione della poesia scozzese in Italia.
La storia d'amore di Nat Scammacca e sua moglie Nina di Giorgio ha liberamente ispirato nel 2012 il romanzo di Giacomo Pilati: "Sulla punta del mare".

## Opere
Poetiche
- A lonely room, Trapani, Celebes, 1966.
- Ombre di luce, Trapani, Celebes, 1968.
- Per i piccoli figli di Dio, Palermo, Il Vertice, 1969.
- Una stagione d'amore, introduzione di Leonardo Sciascia, Trapani, Celebes, 1970 (con Gianni Diecidue e Rolando Certa).
- Glenlee, Catania, Di Maria, 1971.
- Nuove liriche, a cura di Enzo Bonventre, Trapani, Celebes, 1977.
- A meeting with N. D'Alessandro e N. Scammacca. Poesie in inglese e in italiano, New York, Cross-culturai Communications, 1977. ISBN 0-89304-500-4
- Saturday Night Poetry, Freeport, P. Librairy, 1977 (con David Axelrod).
- A meeting with D. Tumminello e W. Stafford. Poesie in italiano e inglese, Trapani - New York, Antigruppo - Cross-cultural Communications, 1978.
- A meeting with D. Axelrod e Gnazino Russo. Poesie in italiano e inglese, New York, Cross-cultural Communications, 1980.
- Erice. Otto poesie e un racconto, Trapani, Antigruppo, 1980.
- Poesie di due poeti siciliani, Certa e Scammacca, trad. in greco di Kostas Valetas, Atene, 1983.
- Glenlee. Poesie di Scammacca, trad. in siciliano di Turiddu Bella, Trapani, Trapani Nuova, 1985.
- Schammachanat. Poesie in italiano e inglese, Trapani - New York, Antigruppo - Cross-cultural Communications, 1985. ISBN 0-89304-572-1
- Ericepeo, Trapani, Antigruppo Siciliano; Palermo - New York, Il Vertice Libri - Cross-cultural Communications, 1990. ISBN 0-89304-544-6

Narrative
- Bye bye America. Ricordi di un wop, Palermo, Libri siciliani, 1972. ISBN 0-89304-090-8
- Diario di viaggio, Trapani, Trapani Nuova, 1974.
- La raccomandazione. Prosa italiana e inglese, Trapani – New York, Antigruppo - Cross-cultural Communications, 1980.
- Due mondi (romanzo), introduzione di Cesare Zavattini, Trapani, Antigruppo, 1979.
- Siciliano o Americano (racconti), Trapani – New York, Antigruppo - Cross-cultural Communications, 1986.
- Bye bye America. Memories of a Sicilian-american, Trapani – New York, Antigruppo - Cross-cultural Communications, 1986 (edizione in inglese).
- Sikano l'Amerikano! (racconti), Trapani – Palermo – New York, Antigruppo - Il Vertice - Cross-cultural Communications, 1989.
- The Hump, Trapani – Palermo – New York, Antigruppo - Il Vertice - Cross-cultural Communications, 1994 (con Sal Scammacca).

Saggi
- Al bivio, Trapani, Celebes, 1968.
- Una possibile poetica per un Antigruppo, Trapani, Celebes, 1970.
- 21 punti per una polemica aperta, Trapani, 1971.
- Analisi Antigruppo, Trapani, Antigruppo, 1973.
- Corrispondenza Antigruppo (con Cesare Zavattini), Trapani, Antigruppo, 1975.
- Terza Pagina Antigruppo, a cura di N.S., Trapani, Trapani Nuova-Antigruppo, 1975 (antologia).
- La polemica populista dell'Antigruppo, Trapani, Trapani Nuova, 1979.
- Poetica populista Antigruppo, Trapani, Trapani Nuova, 1979.
- S. CALÌ, Yossiph Shyryn, a cura di Nat Scammacca., introduzione di Giuliano Manacorda, Trapani New York, Antigruppo Siciliano - Cross-cultural Communications, 1980.
- M. GILLAN, Luce d'inverno, a cura di Nina e Nat Scammacca, Trapani – Palermo – New York, Antigruppo - Il Vertice - Cross-cultural Communications, 1988. ISBN 0-89304-524-1

## Traduzioni
- M. L. KING, Marcia verso la libertà, Palermo, Andò, 1968.
- M. L. KING, Perché non possiamo aspettare, Palermo, Andò, 1970.
- Poesie della pace, traduzione dal siciliano in inglese, in S. CALÌ, La notti longa, Giarre (CT), Centro studi Santo Cali, 1974.
- 16 poeti siciliani tradotti in inglese, «Akross», 1975, n. 27.
- Nuova poesia scozzese, Trapani, Celebes, 1976 (traduzione dallo scozzese).
- Sicilian Antigruppo. Antologia di 18 poeti siciliani, New York, Cross-cultural Communications, 1976.
- L. FERLINGHETTI, Poesie politiche, Trapani, Celebes, 1977.
- P. BILLECI, Blu. Poesie, Trapani, Antigruppo, 1979.
- In Sicilia ed altri luoghi. Antologia poetica, 1981 (con Ignazio Navarra).
- R. CERTA, Canto d'amore per la Sicilia. Poesie, New York, Cross-cultural Communications - S.H. Barkan, 1982.
- A. PENDOLA, Zabut. Poesie, Trapani, Antigruppo, 1983.
- L.G. POCOCK, The Sicilian origin of the Odissey, 2ª ed., Trapani – New York, Antigruppo siciliano - Cross- cultural Communications, 1986 (traduzione con Nina Di Giorgio) ISBN 0-89304-568-3
- I. NAVARRA, Menfi. Poesie, 1986.
- Portraits and Poets, New York, Cross-cultural Communications, 1986.